# Can Granota (Poblenou)
Can Granota és el nom popular d'una antiga fàbrica situada als carrers del Pallars i de la Llacuna del Poblenou, de la que només queda una nau, situada al pati d'illa de l'Escola la Llacuna del Poblenou i catalogada com a bé amb elements d'interès (categoria C).

## Història
El 1874, Joan Güell va comunicar a l'Ajuntament de Sant Martí de Provençals la construcció d'una «quadra» a l'interior de la seva propietat de la Carretera de Mataró (actualment carrer de Pere IV), 268, sota la direcció del mestre d'obres Antoni Casellas.
A principis del segle xx, el complex va ser adquirit per l'empresa Riera i Bigas, fabricants de teixits de cotó. Posteriorment, s'hi instal·laren altres empreses, i el desembre del 1926 es constituí l'empresa Locales y Fuerzas Industriales SA, amb un capital d’un milió de pessetes, que s'encarregaria del lloguer dels espais i l'electricitat a diverses indústries.
El 2005, el complex va ser enderrocat (a excepció d'una nau) per a la urbanització del carrer de la Llacuna en aquest sector, i posteriorment s'hi va construir una escola. Actualment, l'edifici roman sense ús, i el 2021 es van licitar les obres per a desamiantar-ne la coberta.

## Descripció
Es tracta d'un edifici de planta baixa i dos pisos, de maó vist i coberta a dues aigües. L'estructura és a base de pilars i bigues de fos i voltes de maó de pla. Les finestres són d'arc rebaixat, amb llindes que sobresurten del pla de façana.